# Protein akutní fáze

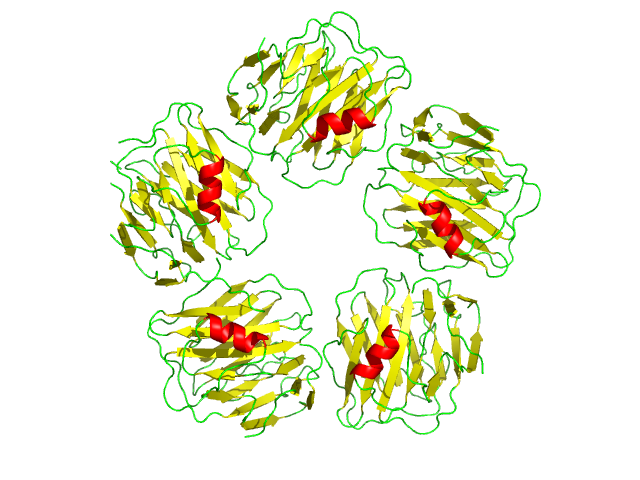
Sérum amyloid P, protein akutní fáze

Protein akutní fáze (APP, též reaktant akutní fáze, APR) je označení pro jakýkoliv protein, jehož koncentrace stoupá o alespoň 25 % během tzv. akutní fáze, tedy během zánětu, po vážném zranění nebo během nádorového bujení. Patří k nim zejména C-reaktivní protein (CRP), mannose-binding lectin (MBL, „manózu vázající lektin“), fibrinogen a u myší třeba také sérový amyloidní protein (SAP). Jejich konečným cílem je zvýšit počet bílých krvinek v okolí napadeného místa a bránit se, zejména dokud nevzniknou protilátky. Obvykle jsou proteiny akutní fáze vylučovány z jater (v hepatocytech), a to po stimulaci cytokiny (TNF-α, IL-1, IL-6) z makrofágů.
Někdy se uvádí daleko širší spektrum proteinů akutní fáze. Je možné rozdělit je na pozitivní proteiny akutní fáze, jejichž koncentrace během akutní fáze stoupá, a negativní proteiny akutní fáze, jejichž koncentrace klesá:
- pozitivní APP:
  - sérum amyloid A, C-reaktivní protein, sérum amyloid P komponent
  - proteiny komplementu (C2, C3, C4, C5, C9, B, C1 inhibitor, C4 vázající protein)
  - proteiny účastnící se srážení krve (fibrinogen, Von Willebrandův faktor)
  - inhibitory proteáz (α1-antitrypsin, α1-antichymotrypsin, α2-antiplasmin a další)
  - proteiny vázající kovy (haptoglobin, hemopexin, ceruloplasmin a jistá superoxiddismutáza – Mn-SOD)
  - další: α1-kyselý glykoprotein, hemoxygenáza, mannose-binding protein, lipopolysaccharide-binding protein)
- Negativní APP: albumin, prealbumin, transferin, apoAI, apoAII a další